# 337044 Bobdylan
337044 Bobdylan è un asteroide della fascia principale interna. Scoperto nel 1996, presenta un'orbita caratterizzata da un semiasse maggiore pari a 2,331398 UA e da un'eccentricità di 0,152160, inclinata di 2,136884° rispetto all'eclittica.
Fa parte della famiglia di asteroidi Nisa.
È dedicato a Bob Dylan, cantautore statunitense e vincitore del premio Nobel per la letteratura.